# Уитли, Алан
Алан Уитли (англ. Alan Wheatley; 19 апреля 1907 — 30 августа 1991) — английский актёр и диктор радио, первый исполнитель роли Шерлока Холмса на телевидении. Также он широко известен по роли шерифа Ноттингема в сериале 1950-х годов «Приключения Робин Гуда».

## Биография
Алан родился 13 апреля 1907 года в Толуорте (графство Суррей) в семье банковского служащего Уильяма Генри Уитли и его жены Роуз (урождённая Тауэрс).
Прежде чем начать актёрскую карьеру, Алан Уитли работал диктором на радио. В 1930-е годы Уитли дебютировал на театральной сцене и на телевидении. Как актёр кино впервые появился на экране в «Завоевании воздуха» (1936), который затем не был выпущен в течение четырёх лет. Также в те годы на его счету роли в ряде классических постановок, экранизациях Уильяма Шекспира и Оскара Уайльда. Во время Второй мировой войны он работал на BBC Radio, как актёром, так и диктором.
В 1945 году Уитли исполнил роль перса в постановке Гэбриела Паскаля «Цезарь и Клеопатра», где его партнёрами были Вивьен Ли, Клод Рейнс и Стюарт Грейнджер.
В 1950 году сыграл роль легендарного короля Англии в телефильме «Трагедия короля Ричарда III», ранее исполненную им и в театральной постановке.
Настоящей популярности актёр добился в 1951 году, когда на ВВС был выпущен 6-серийный проект «Шерлок Холмс», в котором он исполнил главную роль. Дополнительным подтверждением актёрского мастерства Уитли и его партнёров было то, что каждый из 35-минутных эпизодов транслировался в прямом эфире.
Он скончался в Вестминстере 30 августа 1991 года от инфаркта в возрасте 84 лет.